# Lomaiviti
Lomaiviti é uma província das ilhas Fiji localizada na Divisão do Leste. Sua capital é a cidade de Lomaiviti.
A maior cidade, com uma população de 3.745 (censo de 1996), é Levuka, que foi a primeira cidade moderna de Fiji e sua capital de 1871 a 1877.